# UN-Arbeitsgruppe zur Diskriminierung von Frauen und Mädchen
Die UN-Arbeitsgruppe zur Diskriminierung von Frauen und Mädchen (englisch Working Group on discrimination against women and girls) ist ein 2010 gegründetes Expertengremium des UN-Menschenrechtsrats, das die Situation von Frauen und Mädchen beobachtet, Berichte dazu erstellt und Vorschläge zur Verbesserung unterbreitet.

## Hintergründe und Geschichte
Das Bewusstsein für Frauenrechte ist in der Menschheitsgeschichte meist ein modernes Phänomen. Die Gleichstellung der Geschlechter ist auch heute in vielen Teilen der Welt bei weitem nicht erreicht, wie beispielsweise der Index der geschlechtsspezifischen Ungleichheit ausweist. Fortschritte, die in den letzten 100 Jahren, feststellbar sind, können durch gesellschaftliche Umbrüche immer wieder gefährdet sein.
Unterschiedliche Organisationen der Vereinten Nationen haben sich der Thematik in angenommen. 1946 wurde die Kommission der Vereinten Nationen zur Rechtsstellung der Frau gegründet, die sich seither um Verbesserungen der politischen, wirtschaftlichen, juristischen und Bildungs-Rechte und den Schutz gegen vielfältige spezifische Bedrohungen von Frauen bemühte. 1979 verabschiedete die UN-Generalversammlung die Konvention zur Beseitigung jeder Form von Diskriminierung der Frau, 1993 wurde dort auch die Erklärung über die Beseitigung der Gewalt gegen Frauen beschlossen. 1994 richtete der UN-Menschenrechtsrat das Amt des UN-Sonderberichterstatter zu Gewalt gegen Frauen, deren Gründe und Konsequenzen ein. 2010 wurden mehrere Vorgängerorganisationen in UN Women zusammengefasst.
Das fünfte der Ziele für nachhaltige Entwicklung von 2016 ist auf Geschlechtergerechtigkeit ausgerichtet.
Am 8. Oktober 2010 richtete der UN-Menschenrechtsrat die Arbeitsgruppe zur Diskriminierung von Frauen und Mädchen als sogenanntes Sonderverfahren durch die Resolution 15/23 ein. Das Mandat wird seither regelmäßig erneuert.

## Mandat
Die Arbeitsgruppe zur Diskriminierung von Frauen und Mädchen setzt sich aus fünf unabhängigen Experten zusammen, die fünf Regionen der Welt repräsentieren. Sie werden wie bei allen Sonderverfahren für drei Jahre gewählt und können für eine zweite Amtsperiode bestätigt werden. Sie arbeiten ehrenamtlich und sind nicht an Weisungen gebunden.
Sie sollen auf Einzelmeldungen von Menschenrechtsverletzungen und auf Bedenken allgemeiner Art reagieren und Mitteilungen an staatliche Stellen und andere Akteure richten. Darüber hinaus sollen sie Beiträge zur Weiterentwicklung der internationalen Menschenrechtsstandards leisten, da öffentliche Bewusstsein für diese Fragen fördern und sich anwaltlich engagieren.
Die Arbeitsgruppe erstellt thematische Studien und erarbeitet Leitlinien zur Verbesserung der Menschenrechte. Sie macht Länderbesuche und kann in beratender Funktion Empfehlungen abgeben. Zu ihren Aufgaben gehört auch die Prüfung von Mitteilungen und unterbreitet den Staaten Vorschläge, wie sie allfällige Missstände beheben können. Sie macht auch Anschlussverfahren, in welchen sie die Umsetzung der Empfehlungen prüft. Dazu erstellt sie Jahresberichte, die dem UN-Menschenrechtsrat und der UN-Generalversammlung vorgelegt wurden.

## Aktuelle Mitglieder der Arbeitsgruppe Frauendiskriminierung
(Stand: Mai 2024)
- Dorothy Estrada-Tanck,  Mexiko, Vorsitzende, ernannt 2020 als Vertreterin der GRULAC-Staaten (Latin American and Caribbean Group)
- Claudia Flores,  Vereinigte Staaten, ernannt 2023 als Vertreterin der WEOG-Staaten (Western European and Others Group, Europa, Kanada, USA und Australien)
- Laura Nyirinkindi,  Uganda, ernannt 2023 als Vertreterin der Afrikanischen Staaten (African Group)
- Ivana Krstić,  Serbien, ernannt 2023 als Vertreterin der EEG-Staaten (Eastern European Group)
- Haina Lu,  Volksrepublik China, ernannt 2023 als Vertreterin der AP-Staaten (Asia and Pacific Group)

## Ehemalige Mitglieder der Arbeitsgruppe Frauendiskriminierung
- Ivana Radačić  Kroatien (2017–2023)
- Melissa Upreti  Nepal/ Vereinigte Staaten (2017–2023)
- Elizabeth Broderick  Australien (2017–2023)
- Meskerem Geset Techane  Äthiopien (2017–2023)
- Emna Aouij  Tunesien (2010–2017)
- Kamala Chandrakirana  Indonesien (2010–2017)
- Alda Facio  Costa Rica (2014–2020)
- Frances Raday  Israel/ Vereinigtes Königreich (2010–2017)
- Eleonora Zielinska  Polen (2010–2017)
- Patricia Olamendi Torres  Mexiko (2012–2013)
- Mercedes Barquet  Mexiko (2011–2012)